# Tripyloides granulatus
Tripyloides granulatus är en rundmaskart som först beskrevs av Nathan Augustus Cobb 1913.  Tripyloides granulatus ingår i släktet Tripyloides och familjen Tripyloididae. Inga underarter finns listade i Catalogue of Life.